# Amblyonychus pulchellus
Amblyonychus pulchellus là một loài ruồi trong họ Asilidae. Amblyonychus pulchellus được Bellardi miêu tả năm 1861.